# Tarzan's Desert Mystery
Tarzan's Desert Mystery é um filme norte-americano de 1943, do gênero aventura, dirigido por Wilhelm Thiele e estrelado por Johnny Weissmuller e Nancy Kelly.

## A produção

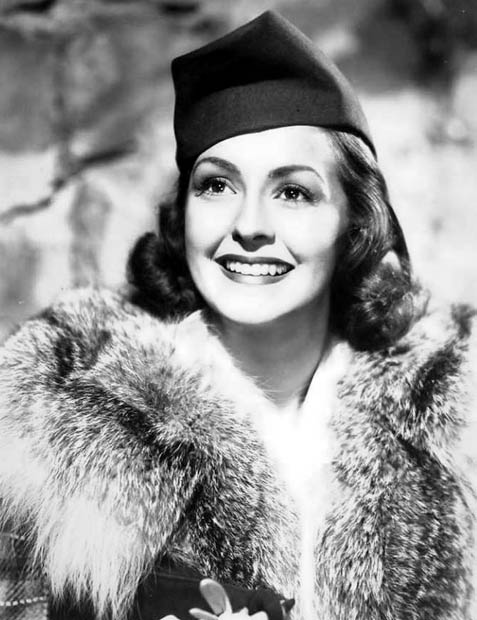
Nancy Kelly, como uma dama em perigo, recebeu mais atenção das câmeras que o próprio Johnny Weissmuller.

Dado a fórmulas, o produtor Sol Lesser pensou que viria bem a calhar uma sequência do bem sucedido Tarzan Triumphs, lançado no início do ano. Assim, Tarzan novamente combate os nazistas em uma produção inicialmente intitulada Tarzan Against the Sahara, mais tarde renomeada para Tarzan and the Sheik, até chegar ao definitivo Tarzan's Desert Mystery.
Assim como na produção anterior, Jane está ausente, o que explicado é por uma carta em que ela diz que está em Londres, cuidando de soldados feridos. Jane também pede que Tarzan consiga para ela um remédio contra a malária, o que desencadeia a ação do filme. No final, o cenário muda para um ambiente pré-histórico, onde, segundo as chamadas publicitárias, o herói enfrenta mortíferos dinossauros.
Na verdade, o que se vê são imagens de Weissmuller superpostas a cenas de um velho filme do tipo One Million Years B.C..Mas o rei das selvas realmente enfrenta uma planta carnívora e uma aranha gigante (esta sequência da aranha era para ser séria, mas acaba virando comédia.)
Tarzan's Desert Mystery foi lançado em 8 de dezembro de 1943, apenas dez meses depois de Tarzan Triumphs, o menor lapso de tempo entre duas produções do Homem Macaco, desde The Romance of Tarzan em relação a Tarzan of the Apes.

## Sinopse
Jane, em Londres, envia uma carta a Tarzan pedindo a ele que encontre uma planta que deverá fornecer um soro contra a malária. Tarzan e Boy cruzam o deserto à procura da herbácea e incorrem na ira de um oficial nazista, ao impedi-lo de capturar um cavalo selvagem. Ao chegar a uma cidade árabe, eles libertam a jovem Connie Bryce, uma ilusionista americana, que fora condenada à morte, acusada de espionagem. Eles fogem, com agentes nazistas nos seus calcanhares.
Mais tarde, Tarzan vai parar em uma região pré-histórica, onde tem de enfrentar dinossauros, aranhas gigantes e outros perigos.

## Recepção crítica
Para a Hollywood Reporter, a película "faz muitas concessões e vagueia por lugares muito distantes do ambiente onde Tarzan se sente mais à vontade". Já a Variety sente que a produção "não foi conduzida com a devida habilidade".
O historiador Gabe Essoe considera o filme irregular, resultado da pressa com que foi feito. Outra grande falha, em sua opinião, foi a demasiada atenção dada a Nancy Kelly, o que diminuiu a presença de Weissmuller na tela.) Leonard Maltin é menos severo e concede à produção duas estrelas e meia, de um total de quatro.

## Elenco
| Ator/Atriz         | Personagem          |
| ------------------ | ------------------- |
| Johnny Weissmuller | Tarzan              |
| Nancy Kelly        | Connie Bryce        |
| Johnny Sheffield   | Boy                 |
| Otto Kruger        | Paul Hendrix        |
| Joe Sawyer         | Karl Straeder       |
| Lloyd Corrigan     | Xeque Abdul El Khim |
| Robert Lowery      | Príncipe Selim      |
| Frank Puglia       | Magistrado          |